# Nederlandstalige Wikipedia
De Nederlandstalige Wikipedia is de Nederlandstalige versie van het Wikipedia-project: een open internetencyclopedie, die door vrijwilligers wordt geschreven. De Nederlandstalige Wikipedia begon op 19 juni 2001, vijf maanden nadat de Engelstalige versie van start ging, en telt inmiddels ruim 2,1 miljoen lemma's. Daarmee is het de op vijf na grootste van zo'n 330 Wikipedia-taalversies.
Wikipedia is eigendom van de Wikimedia Foundation. Wikimedia Nederland en Wikimedia België ondersteunen de Wikimedia Foundation binnen hun geografisch gebied, maar zijn niet verantwoordelijk voor de inhoud van de encyclopedie.
De Nederlandstalige Wikipedia kent geen algemene bronverplichting, wel dient formeel de informatie verifieerbaar te zijn. De kwaliteit van de Nederlandstalige Wikipedia wordt in vergelijking met bijvoorbeeld de Engelstalige Wikipedia als minder gezien, wat onder meer kan worden afgeleid aan de mate van diepgang en accuratesse.

## Beginperiode
Veel conventies, richtlijnen en functies die tijdens de opbouw van de Engelstalige editie werden ontwikkeld, werden door de Nederlandstalige editie overgenomen. Welk Nederlandstalig artikel het eerste werd geschreven, is niet meer na te gaan, omdat als gevolg van databaseconversies een deel van de vroegste geschiedenis verloren is gegaan. Het thans oudste artikel is definitie, (oudste versie gepubliceerd op 7 augustus 2001 om 19.06 uur) gevolgd door ollekebolleke. Op 3 augustus 2003, ruim twee jaar na het begin, verscheen het 10.000e artikel. In de maanden erna werd de site steeds vaker bezocht en nam ook het aantal medewerkers toe.

## Groei en omvang

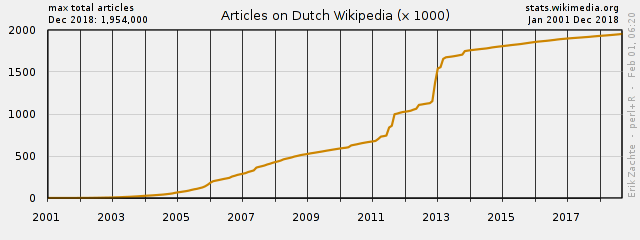
Groei van de Nederlandstalige Wikipedia in de periode 2001-2019 (aantal artikelen afgezet tegen de tijd)

Op 27 januari 2005 verscheen het 50.000e artikel (Pianosa), en op 14 oktober van datzelfde jaar werd de mijlpaal van 100.000 artikelen bereikt. Op 17 december 2011 verscheen het één miljoenste artikel op de Nederlandstalige Wikipedia. Vanaf de start van de Nederlandstalige editie steeg het aantal artikelen geleidelijk. Vanaf maart 2006 groeide de encyclopedie plotseling sterk, met een piek van 1.000 nieuwe artikelen per dag in mei 2006 door de inzet van een bot die in zes weken tijd 35.000 artikelen over gemeenten in Frankrijk toevoegde. Hierna nam de dagelijkse groei sterk af tot een gemiddelde van ongeveer 250 nieuwe artikelen per dag.
In de tweede helft van 2011 was sprake van een zeer sterke groei, toen in nog geen half jaar bijna 300.000 artikelen werden toegevoegd. Dit kwam door de herstart van een project dat beoogt op basis van databasegegevens alle wetenschappelijk beschreven diersoorten een eigen lemma te geven. Net als bij de toevoeging van Franse gemeenten werd gebruikgemaakt van een bot. In maart 2013 werden er vooral door een bot 230.813 lemma's toegevoegd. Als gevolg hiervan bevat de Nederlandstalige Wikipedia sindsdien meer dan 790.000 'beginnetjes' over biologie.
Van juni 2013 tot juli 2014 was het, gemeten naar het aantal artikelen, de grootste editie van Wikipedia na de Engelstalige Wikipedia. Daarna werd de Nederlandstalige versie ingehaald door de Zweedstalige, Franstalige, Duitstalige en de Cebuano Wikipedia.
Sinds 2013 groeit de Nederlandstalige Wikipedia duidelijk langzamer dan in de periode 2006-2011. Op 8 maart 2020 bereikte de Nederlandstalige Wikipedia de mijlpaal van twee miljoen artikelen. Op dit moment telt de Nederlandstalige Wikipedia 2.193.004 artikelen. Zie Wikipedia:Statistieken voor meer cijfers.

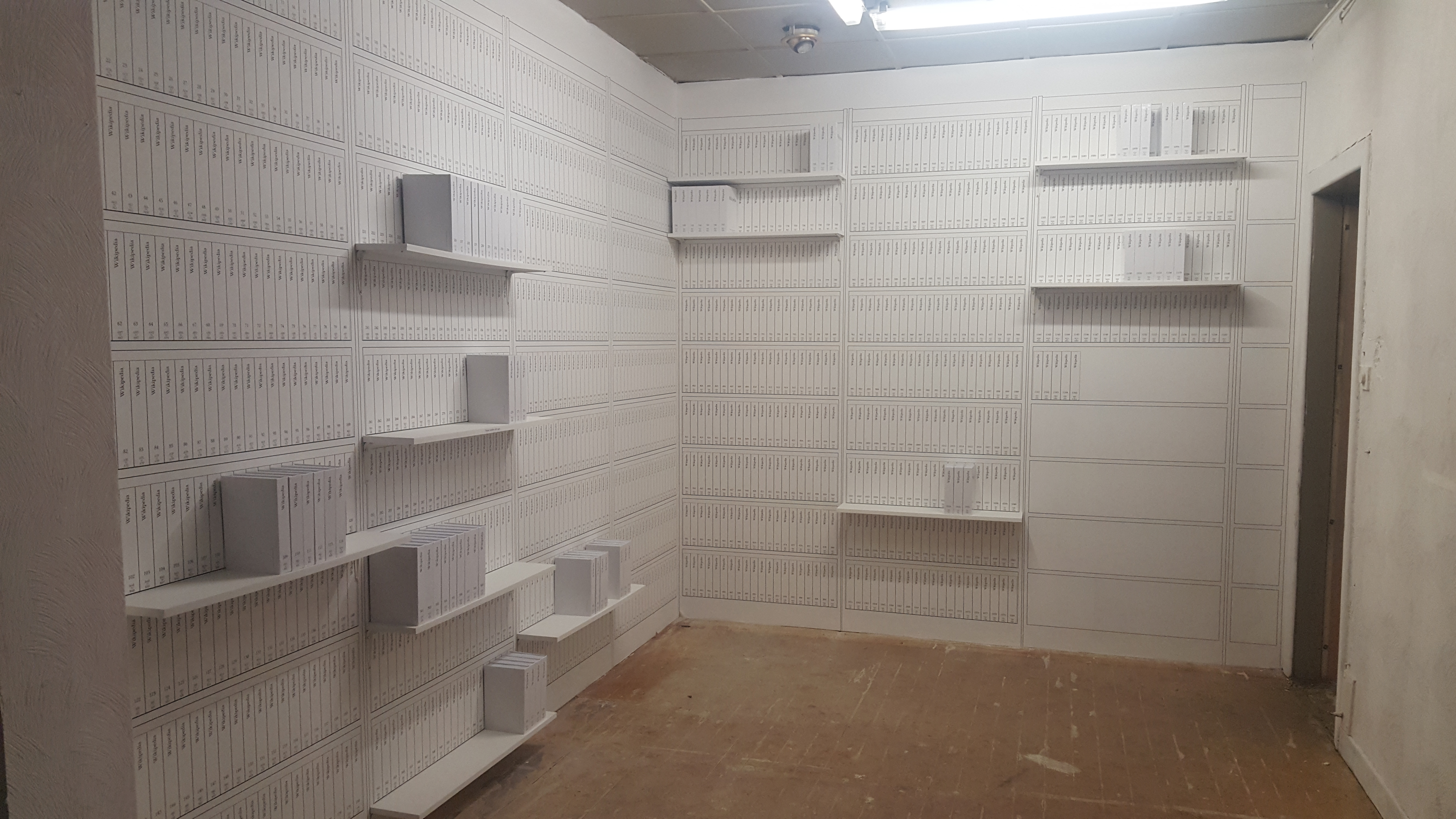
Print Wikipedia in Ghent, Kunstproject van Michael Mandiberg (2016)

Met subprojecten, online en offline schrijfevenementen wordt getracht het aantal artikelen extra uit te breiden en te verbeteren. In 2016 werd in Gent een kunstproject van Michael Mandiberg getoond, waarbij de Nederlandstalige Wikipedia visueel weergegeven werd zoals die eruit zou zien als Wikipedia in boekvormige encyclopedie volledig afgedrukt en ingebonden zou worden. Daarbij werden 68 van de op dat moment benodigde 1.065 gedrukte boeken (zonder afbeeldingen) tentoongesteld.

## Gebruik
In 2015 kwamen de meeste bezoekers van de Nederlandstalige Wikipedia uit Nederland (69,1%) en België (20,1%). Bezoekers uit deze twee landen werden op ruime afstand gevolgd door die uit de Verenigde Staten (2,3%).
In 2018 bezochten bezoekers uit Nederland vaker de Engelstalige Wikipedia dan de Nederlandstalige editie: van alle Wikipedia-bezoeken uit Nederland bezocht 55,5% de Engelstalige Wikipedia en 33,6% de Nederlandstalige Wikipedia. In België was de Nederlandstalige Wikipedia met 33,7% in 2018 wel de meest bezochte editie, gevolgd door de Franstalige (32,7%) en Engelstalige (27,7%) edities.

## Interne cultuur
Hoewel de Nederlandstalige Wikipedia sinds haar oprichting 1.422.579 geregistreerde bijdragers (Wikipedia-jargon voor "bewerkers") telt, is het aantal actieve bewerkers (in Wikipedia-jargon ook wel "gebruikers" of Wikipedianen) vele malen kleiner. In 2007 telde de Nederlandstalige Wikipedia ruim 3.700 actieve bewerkers. In 2015 noemt de directeur van Wikimedia Nederland een groep van ongeveer 1.200 bijdragers die regelmatig lemma's bewerken, in 2019 zijn dat er ongeveer 1150. Volgens een superactieve bewerker die in 2020 een vraaggesprek voerde met de Volkskrant, houdt op dat moment een nog veel kleinere groep van ongeveer 200 medewerkers Wikipedia in stand. Een zelfde aantal noemt het NRC Handelsblad als het gaat om de moderatoren en meer-dan-regelmatige gebruikers. De jaarlijkse bijeenkomsten van de Vereniging Wikimedia Nederland worden volgens een langjarig superactief medewerker door ongeveer vijftig personen bezocht.
Uit een grote datastudie gepubliceerd in 2018 in het tijdschrift Nature Human Behavior, bleek dat een selecte groep bewerkers, supereditors genoemd, een buitenproportioneel grote invloed heeft bij het bepalen van de inhoud op verschillende Wikimedia-projecten. Deze macht nam toe, met als mogelijke effecten het kleuren van gepubliceerde informatie naar persoonlijke mening of visie van de betreffende bewerkers en het voeden van polarisatie. Vooral langjarige bewerkers maken het nieuwe bewerkers moeilijk eigen inhoud toe te voegen en het aantal bewerkers daalt gestadig, stelde een onderzoeker van de Universiteit van Amsterdam vast.
Het Belgische tijdschrift en opinieblad Knack berichtte in 2015 dat het overgrote deel van de moderatoren van de Nederlandstalige Wikipedia afkomstig is uit Nederland en er sprake zou zijn van een "Nederlandse dominantie". Sinds januari 2018 publiceert de Foundation geaggregeerde statistieken over de vrijwilligers per land voor de verschillende Wikipedia's. In oktober 2019 waren er vanuit België 501 (27%) unieke bewerkers en vanuit Nederland 1381 (73%) die in een volle maand tijd minimaal vijf bewerkingen hadden verricht.
Volgens de Volkskrant zou het overgrote deel van de Wikipedia-bijdragers uit "oude witte mannen" bestaan. Over deze man-vrouwverhouding werden door De Standaard in 2016 soortgelijke observaties gedaan, waarbij het de intentie van de Nederlandstalige Wikipedia zou zijn deze discrepantie te verkleinen. De directeur van Wikimedia Nederland stelde dat de artikelen voor 88 procent werden geschreven door mannen die meer belangstelling hadden voor onderwerpen als voetbal en natuur en techniek, dan voor pedagogie of kunst en cultuur. Slechts drie procent van de bijdragers had op dat moment een migratieachtergrond. De Foundation heeft als strategie dat artikelen eerlijker gemaakt moeten worden en dat de focus komt te liggen op kennis uit (en over) Azië, het Midden-Oosten, Afrika en Latijns-Amerika. Niet is aangegeven hoe men denkt deze doelen te bereiken. In 2021 vertelt een bewerker van het eerste uur in een televisie-interview dat de inhoud nog steeds wordt bepaald door witte mannen boven de 40 jaar. Knack berichtte ook dat er in discussies regelmatig op de man werd gespeeld.
In een onderzoek in opdracht van de Vereniging Wikimedia Nederland, eveneens uit 2015, beschreef een aanzienlijk merendeel van de respondenten de onderlinge sfeer als ruzieachtig en argwanend, een veel kleiner deel noemde de sfeer agressief of constructief, minder dan 20% noemde als kenmerken behulpzaam, vriendelijk en collegiaal. Sandra Rientjes, de directeur van Wikimedia Nederland, gaf in 2015 tegenover de Volkskrant aan dat "tachtig procent man is, vaak hoogopgeleid. Bovengemiddeld veel Wikipedianen hebben iets in het autismespectrum".

## Media-aandacht

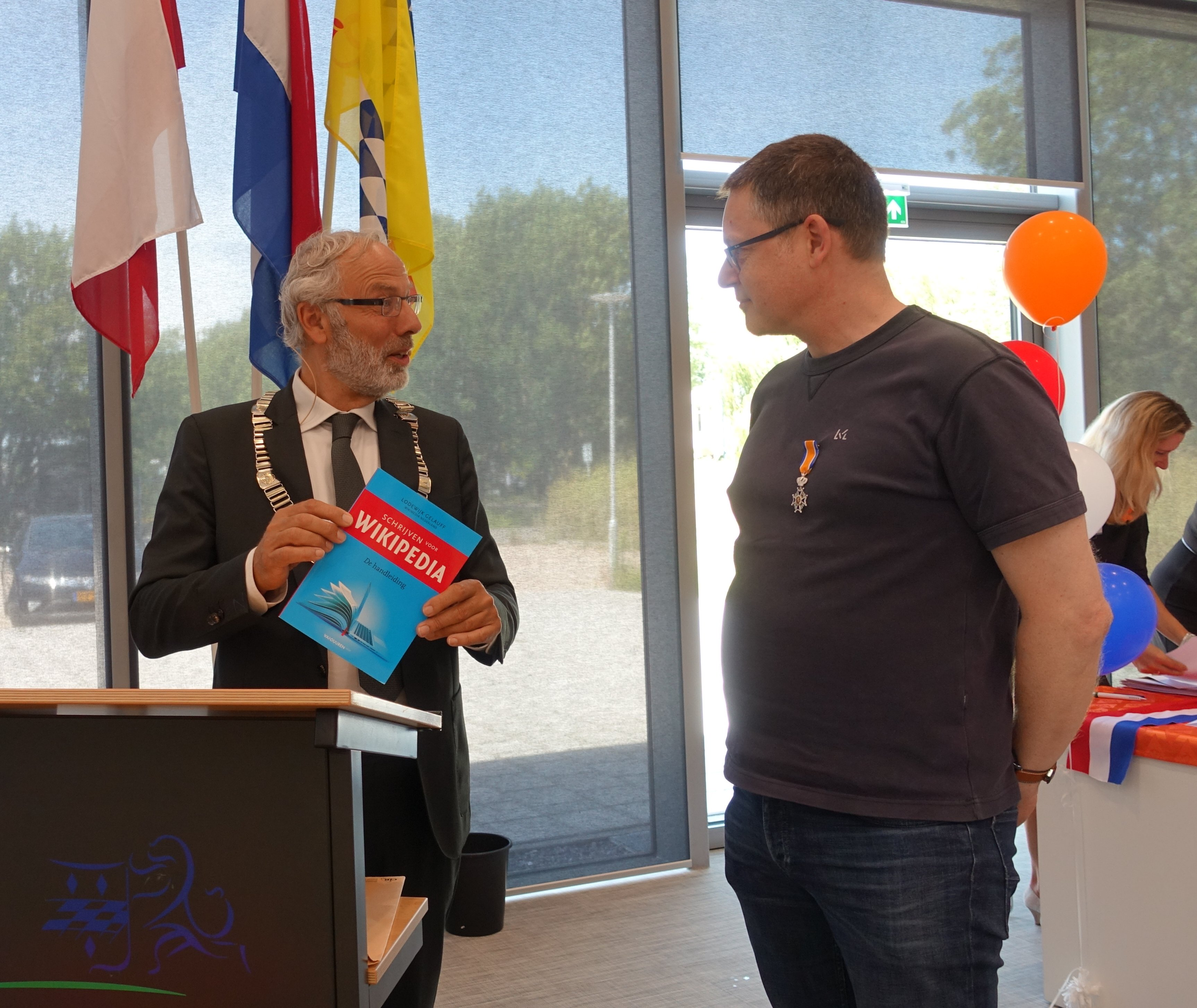
Burgemeester Victor Molkenboer van Woerden ontvangt het boek Schrijven voor Wikipedia van de zojuist koninklijk onderscheiden Edo de Roo (2020)

In 2020 werd Edo de Roo-Jankovic benoemd tot lid in de Orde van Oranje-Nassau, onder andere vanwege zijn bijdragen aan Wikipedia.
Ter gelegenheid van het twintigjarige bestaan van de Nederlandstalige Wikipedia besteedde het televisieprogramma EenVandaag op 17 juni 2021 aandacht aan enkele Wikipedianen van het eerste uur en hun motivatie om hieraan mee te werken.

## Betrouwbaarheid en kwaliteit
In 2005 liet wetenschapsjournalist Marcel Hulspas zich in een artikel op de website van de Vereniging van Wetenschapsjournalisten in Nederland kritisch over Wikipedia uit. In het artikel bekritiseerde Hulspas met name het, in zijn ogen, ontbreken van kritische kanttekeningen en het algehele inhoudelijke niveau van de door hem geraadpleegde lemma's op de Nederlandstalige Wikipedia.
In 2014 onderzocht het Nederlandse Rijksinstituut voor Volksgezondheid en Milieu tien artikelen over infectieziekten op de Nederlandstalige Wikipedia met de tien corresponderende Landelijke Coördinatie Infectieziektebestrijding-richtlijnen. De onderzoekers concludeerden dat de informatie op Wikipedia geen grote fouten bevatte en in grote mate overeenstemde met de informatie op hun eigen infopagina's. Wel was er sprake van kleine onjuistheden en ontbraken er regelmatig referenties.
Onderwijs- en internetjournaliste Marie-José Klaver stelde in 2007 dat de betrouwbaarheid van Wikipedia onmogelijk te kwantificeren is, omdat de deskundigheid van de, doorgaans anonieme gebruikers niet gecontroleerd kan worden en de artikelinhoud kwalitatief op verschillende momenten grote verschillen kan vertonen. Zij pleitte voor het verbieden van het gebruiken van Wikipedia als bron voor scholieren en studenten en het wijzigen van het redactioneel beleid van Wikipedia, zodat academici en professionals een grotere rol in zouden kunnen nemen binnen hun vakgebieden.
De Universiteit Utrecht merkt in een bronneninstructie voor studenten op dat de betrouwbaarheid en kwaliteit van Wikipedia-artikelen onderling kan verschillen, doordat ze geschreven worden door anonieme gebruikers, in de meeste gevallen zonder wetenschappelijke achtergrond, en waarschuwt om voorzichtig te zijn bij artikelen zonder referenties naar literatuur of andere bronnen. Daarnaast merkt ze op dat bij artikelen over controversiële personen of omstreden gebeurtenissen de kans op subjectiviteit groot is.
Met de zogenaamde article depth (artikeldiepte) kan een ruwe indicatie gegeven worden voor een vergelijking van kwaliteit en betrouwbaarheid tussen verschillende Wikipedia-edities. Hierbij wordt de frequentie waarmee de artikelen binnen een taalspecifieke Wikipedia door gebruikers worden aangepast en de hoeveelheid overleg op overlegpagina's, formulematig gecombineerd. De resulterende waarde is een vingerwijzing voor de globale actualiteit van artikelen en de mate waarin bij hun totstandkoming binnen de Wikipedia samengewerkt is. Een hoge waarde correspondeert met regelmatige bewerkingen van artikelen en/of overleg over bewerkingen.
De Wikipedia met de hoogste article depth met meer dan één miljoen artikelen is de Engelstalige Wikipedia (1307). De Nederlandstalige Wikipedia neemt met een article depth van negentien de vijftiende plaats in onder de Wikipedia's met meer dan één miljoen artikelen en de 204e positie wanneer zij vergeleken wordt met alle bestaande taaledities. De article-depth van een Wikipedia is echter niet statisch; zo had de artikeldiepte van de Nederlandstalige Wikipedia in 2007 de waarde 36.0 en bereikte in 2014 haar laagste score met 9.0. Verschillende factoren kunnen een article depth-waarde negatief beïnvloeden, waaronder de aanwezigheid van bots die automatisch artikelen aanmaken, die vervolgens niet of nauwelijks door fysieke gebruikers bewerkt worden; zodoende kan de article-depth binnen bepaalde thema's verschillen vertonen.

## Waardering

### Polls
Van de 1.000 meest bezochte websites in Nederland werd nl.wikipedia.org in 2006 door internetgebruikers gewaardeerd met een rapportcijfer van 8,1. In het naamsbekendheid- en waarderingsonderzoek van Multiscope kwam de website daarmee op een derde plaats, na google.nl (8,3) en mail.google.com (8,2). In een test van april 2008 door Personal Computer Magazine (PCM) haalden de Nederlandstalige en Engelstalige Wikipedia's een score van 5 op de aanwezigheid van vijf Nederland-gerelateerde trefwoorden. De online-encyclopedieën Encarta 2008 en Britannica 2008 scoorden respectievelijk 1 en 2. De Nederlandstalige Wikipedia haalde een score van 25 op de aanwezigheid van 26 trefwoorden, de Engelstalige 26, Encarta 2008 haalde 15, Britannica 2008 haalde 17.